# Stelling van Löwenheim-Skolem
In de wiskundige logica stelt de stelling van Löwenheim-Skolem dat, als een aftelbare eerste-ordetheorie een oneindig model heeft, het dan voor elk oneindig kardinaalgetal κ een model van grootte κ heeft. De stelling impliceert dat eerste-ordetheorieën niet in staat zijn om de kardinaliteit van hun oneindige modellen te controleren en dat geen enkele eerste-ordetheorie met een oneindig model een uniek model (tot op isomorfisme) kan hebben. 
De (neerwaartse) stelling van Löwenheim-Skolem is een van de twee sleuteleigenschappen, samen met de compactheidstelling, die in de stelling van Lindström wordt gebruikt om de eerste-ordelogica te karakteriseren. In het algemeen is de stelling van Löwenheim-Skolem niet van toepassing in sterkere logica's zoals de tweede-ordelogica.
De stelling is genoemd naar de wiskundigen Leopold Löwenheim en Thoralf Skolem.

### Secondaire bronnen
- (en)  Burris, Stanley N., Contributions of the Logicians, Part II, From Richard Dedekind to Gerhard Gentzen (Bijdragen van de logici, deel II, van Richard Dedekind tot Gerhard Gentzen)
- (en)  Burris, Stanley N., Downward Löwenheim-Skolem theorem (Neerwaartse stelling van Löwenheim-Skolem)
- (en)  Simpson, Stephen G. (1998),  Modeltheorie